# شریته (مجموعه تلویزیونی)
شریته (به آلمانی: Charité) یک درام تلویزیونی آلمانی است. فصل اول آن به کارگردانی زونکه وورتمان ساخته شده و توسط برنده جایزه گریمه دوروته شون و سابین تور-ویدمن نوشت شده‌است. داستان این فصل در طول سال ۱۸۸۸ و سال‌های بعد از آن در بیمارستان خیریه مشهور شهر برلین «شاریته» اتفاق می‌افتد. این سریال در ۲۱ مارس ۲۰۱۷ در شبکه آلمانی داس ارسته و آوریل سال ۲۰۱۸ در نت‌فلیکس ایالات متحده آمریکا به نمایش درآمد.
فصل دوم این مجموعه در نوامبر ۲۰۱۷ به مرحله تولید رسید و اولین بار در فوریه ۲۰۱۹ در آلمان پخش شد. کارگردانی فصل دوم را آنو ساول و نویسندگی آن را دوروته شون و سابین تور-ویدمن بر عهده دارند. داستان دومین فصل بین سالهای ۱۹۴۳ تا ۱۹۴۵ اتفاق می‌افتد. به دلیل گذر زمان بین داستان دو فصل سریال، بازیگران جدیدی جایگزین بازیگران قبلی شدند. فصل دوم در اواسط سال ۲۰۱۹ با عنوان شریته در جنگ روی شبکه نتفلیکس آمریکای شمالی نمایش داده شد.

## بازیگران

### فصل اول
- آلیسیا فون ریتبرگ
- ماکسیمیلیان مایر-برت‌اشنایدر
- توماس لویبل
- یوستوس فون دونانی
- ماتیاس کوبرلین
- کریستوف باخ
- ارنست اشتوتزنر
- ماتیاس برنر
- امیلیا شوله
- لوکاس پریزور

### فصل دوم
- ماله اِمیده
- اولریش نوتن
- یانیک شومان
- یاکوب ماتچنز
- مارک هارلوف
- پیتر کریمر

## گویندگان(دوبله)
دوبله این فیلم در زمستان سال 1402 به مدیریت کریم بیانی و صدابرداری حسین حسنی فر در واحد دوبلاژ تلویزیون انجام شد و در نهایت از شبکه چهار پخش شد.
| بازیگر                      | نقش             | دوبلور         |
| --------------------------- | --------------- | -------------- |
| متیو کوبرلین                | امیل برینگ      | شروین قطعه ای  |
| ماکسیمیلیان مایر-برت‌اشنایدر | جورج تیشندورف   | سعید شیخ زاده  |
| فیلیپ هوچمیر                | پروفسور         | خسرو شمشیرگران |
| جانیتور کروک                | پروفسور کوخ     | منوچهر زنده دل |
| هدویج فریبرگ                | دوشیزه فرایبرگ  | رزیتا یاراحمدی |
| ارنرست استونر               | رادولف ویرچو    | همت مومیوند    |
| ماتیاس برنر                 | ارنست فون       | امیر کسوری     |
| یوسوکه یاماساکی             | کیتاساتو شیباسا | امیر منوچهری   |
| فون مینک ویتس               | -               | دانیال الیاسی  |
| کامرت دیتریش                | -               | کریم بیانی     |

## قسمت‌ها
فصل اول این مجموعه دارای ۶ قسمت است.

فصل دوم آن با عنوان شریته در جنگ، شامل ۶ قسمت دیگر می‌باشد.
| فصل | قسمت‌ها | قسمت‌ها | تاریخ اصلی روی آنتن رفتن | تاریخ اصلی روی آنتن رفتن |
| فصل | قسمت‌ها | قسمت‌ها | اولین بار                | آخرین بار                |
| --- | ------ | ------ | ------------------------ | ------------------------ |
| ۱   | ۶      | ۶      | ۲۱ مارس ۲۰۱۷             | ۱۸ آوریل ۲۰۱۷            |
| ۲   | ۶      | ۶      | ۱۲ فوریه ۲۰۱۹            | ۱۹ مارس ۲۰۱۹             |